# Cixius petila
Cixius petila är en insektsart som beskrevs av Tsaur 1991. Cixius petila ingår i släktet Cixius och familjen kilstritar. Inga underarter finns listade i Catalogue of Life.